# Walking in My Shoes
«Walking in My Shoes» - двадцять восьмий сингл групи Depeche Mode , випущений 26 квітня 1993 Другий сингл з альбому Songs of Faith and Devotion. Сингл добрався до 14 місця британського чарту, а також перевершив успіх попереднього синглу «I feel you» в чарті Modern Rock Tracks, де зайняв перше місце.
Кліп «Walking in my shoes» знятий режисером  Антоном Корбейн , його сюжет заснований на творі Данте Аліґ'єрі «Божественна комедія». У кліпу є дві версії - оригінальна (присутня на DVD-збірниках « The Videos 86-98», «The best of videos») і піддана цензурі американським  MTV .